# Ciało rozkładu wielomianu

Wielomian nie ma pierwiastków w ciele liczb rzeczywistych. Ciało rozkładu tego wielomianu otrzymuje się, rozszerzając wyjściowe ciało o jednostkę urojoną ukazaną powyżej na płaszczyźnie zespolonej

Ciało rozkładu wielomianu – w teorii ciał rozszerzenie ciała o wszystkie pierwiastki pewnego wielomianu.

## Definicja
Dla danego ciała {\displaystyle K} i dla wielomianu {\displaystyle f} dodatniego stopnia o współczynnikach z tego ciała (a więc należącego do pierścienia wielomianów tego ciała, {\displaystyle f\in K[x]}), który rozkłada się w większym ciele {\displaystyle L} na iloczyn wielomianów liniowych {\displaystyle f=a_{0}\prod _{i=1}^{n}(x-a_{i})} ciałem rozkładu tegoż wielomianu jest ciało powstałe przez rozszerzenie wyjściowego ciała {\displaystyle K} o wszystkie pierwiastki tegoż wielomianu {\displaystyle a_{i},} to znaczy {\displaystyle K(a_{1},a_{2},...,a_{n}).} Tak skonstruowane ciało rozkładu wielomianu {\displaystyle f} jest podciałem {\displaystyle L{:}} {\displaystyle K(a_{1},a_{2},...,a_{n})\subset L}.

## Istnienie

Parabola będąca wykresem wielomian Wykres nie przecina osi więc dla żadnej liczby rzeczywistej wielomian nie przyjmuje wartości – nie ma on pierwiastków w ciele liczb rzeczywistych i nie można go w nim rozłożyć na składowe. Można go natomiast rozłożyć w ciele liczb zespolonych stanowiących rozszerzenie liczb rzeczywistych, wtedy pierwiastkami są

Dyskusję ciał rozkładu wielomianu Jerzy Browkin zaczyna od rozważenia istnienia takich ciał w ogóle. Mianowicie powyższa definicja wymaga rozkładu rozpatrywanego wielomianu na wielomiany liniowe. Dowieść można, że każdy wielomian {\displaystyle f} dodatniego stopnia należący do pierścienia wielomianów danego ciała {\displaystyle K[x]} nierozkładalny w tym ciele można jednak rozłożyć na iloczyn wielomianów liniowych (a więc postaci {\displaystyle ax+b}) w innym ciele {\displaystyle L} będącym rozszerzeniem ciała wyjściowego {\displaystyle K.} By tego dowieźć, dowodzi się wpierw lematu stanowiącego, że dla każdego wielomianu {\displaystyle f\in K[x]} dodatniego stopnia istnieje rozszerzenie {\displaystyle L} ciała {\displaystyle K} takie, że wielomian {\displaystyle f} ma w tym ciele pierwiastek. A więc {\displaystyle \forall f\in K[x]stf>0\Rightarrow \exists L(K\subset L\land \exists a\in Lf(a)=0)}.
Wielomian {\displaystyle f} może być rozkładalny bądź nierozkładalny w ciele {\displaystyle K.} Jeśli jest rozkładalny, to da się rozłożyć na wielomiany nierozkładalne. Każdy pierwiastek dowolnego z tych wielomianów nierozkładalnych stanowi już pierwiastek wielomianu {\displaystyle f.} Tak więc w obu przypadkach dalsze rozumowanie sprowadza się do rozpatrzenia przypadku wielomianu nierozkładalnego. W pierścieniu wielomianów {\displaystyle K[x]} wielomian {\displaystyle f} tworzy ideał {\displaystyle I,} który można oznaczyć także {\displaystyle (f).} W przypadku wielomianu nierozkładalnego ideał ten będzie maksymalny (oznacza to, że ideał nie jest równy samemu pierścieniowi, do którego należy, w tym wypadku {\displaystyle K[x],}, ale nie zawiera się w żadnym innym ideale niż sobie samym i samym pierścieniu). Dowodzi się, że pierścień ilorazowy utworzony przez podzielenie dowolnego wyjściowego pierścienia przez dowolny jego ideał maksymalny jest ciałem. Wobec tego także pierścień ilorazowy {\displaystyle K[x]/I} powstały z podzielenia pierścienia wielomianów {\displaystyle K[x]} przez jego ideał maksymalny {\displaystyle I} będzie ciałem. Przyjąć można na jego oznaczenie {\displaystyle L=K[x]/I.} Co więcej, będzie on zawierał podciało izomorficzne z wyjściowym ciałem {\displaystyle K.} Należy dalej rozpatrzeć element {\displaystyle a=x+I} wzięty z {\displaystyle K[x]/I.} Po podstawieniu {\displaystyle a} do wielomianu {\displaystyle f} otrzymuje się {\displaystyle f(a)=f(x+I)=f(x)+I,} to ostatnie zaś należy do ideału generowanego przez {\displaystyle f.} Tak więc otrzymuje się tu element zerowy ciała {\displaystyle L,} element ten stanowi wobec powyższego pierwiastek wielomianu {\displaystyle f}.
Idąc dalej tym samym tokiem myślenia, poprzez indukcję ze względu na stopień {\displaystyle f} dochodzi się do wniosku, że istnieć musi takie rozszerzenie {\displaystyle K,} które zawiera nie jeden, ale wszystkie pierwiastki {\displaystyle f.} W takim wypadku wielomian {\displaystyle f} rozłożyłby się w tym ciele na iloczyn wielomianów liniowych z tego ciała {\displaystyle f=a_{0}\prod _{i=1}^{n}(x-a_{i}).} Mianowicie jako założenie indukcyjne wziąć należy, że jest tak dla wielomianów stopnia mniejszego od n. Dla wielomianów pierwszego stopnia teza ta jest już dowiedziona (mają bowiem jeden jedyny pierwiastek). Z powyższych rozważań wynika, że dla wielomianu {\displaystyle f\in K[x]} o stopniu {\displaystyle n} istnieje rozszerzenie {\displaystyle L} ciała {\displaystyle K} obejmujące pierwiastek {\displaystyle a} tegoż wielomianu. Skoro tak, to w ciele {\displaystyle L} wielomian {\displaystyle f} rozłożyć można przynajmniej na 2 czynniki: {\displaystyle f(x)=(x-a)g(x),} przy czym {\displaystyle g\in L[x].} Jak widać, pierwszy z nich jest wielomianem liniowym, drugi natomiast jest wielomianem stopnia mniejszego od {\displaystyle n,} co podpada po założenie indukcyjne. Stanowi ono, że ciało {\displaystyle L} (z tego bowiem ciała wzięto wielomian {\displaystyle g}) ma rozszerzenie, można je oznaczyć {\displaystyle M,} takie, że wielomian {\displaystyle g} stopnia poniżej {\displaystyle n} da się w nim rozłożyć na wielomiany liniowe. Ale także {\displaystyle a\in L,} a więc i {\displaystyle a\in M,} co oznacza, że wielomian liniowy {\displaystyle x-a\in M[x].} Oba czynniki wielomianu {\displaystyle f} należą do {\displaystyle M[x],} co oznacza, że wielomian {\displaystyle f} da się rozłożyć na czynniki liniowe, z których każdy należy do {\displaystyle M[x].} Dowodzi to, że dla każdego wielomianu dodatniego stopnia z danego ciała ciało to ma rozszerzenie, w którym da się ów wielomian rozłożyć na czynniki liniowe.
Oznacza to, że w przypadku dowolnego wielomianu {\displaystyle f} dodatniego stopnia z pierścienia wielomianów dowolnego wyjściowego ciała {\displaystyle K} istnieje rozszerzenie {\displaystyle K} zawierające wszystkie jego pierwiastki. Rozszerzenie {\displaystyle K} o te pierwiastki nazywa się właśnie ciałem rozkładu wielomianu {\displaystyle f}.
Należy jeszcze rozpatrzyć przypadek, kiedy to wielomian {\displaystyle f} nie jest dodatniego, ale zerowego stopnia. Wielomian taki nie ma pierwiastków nienależących do ciała {\displaystyle K,} wobec tego już samo {\displaystyle K} stanowi ciało jego rozkładu.

## Jedyność
Po udowodnieniu istnienia ciał rozkładu wielomianu rozważa się następnie jedyność takich ciał. Oczywiście ciało rozkładu wielomianu {\displaystyle f} zależy nie tylko od postaci tegoż wielomianu, a więc od jego pierwiastków, przy których się on zeruje, ale również od wyjściowego ciała {\displaystyle K,} z którego wzięte zostały współczynniki {\displaystyle f.} Pojawia się jednak pytanie, czy po ustaleniu tego ciała {\displaystyle K} może ono mieć kilka różnych rozszerzeń będących ciałami rozkładu {\displaystyle f,} czy też może istnieć tylko jedno jedyne takie ciało.
Rozważania na ten temat opierają się na badaniu rozszerzeń izomorfizmów. Okazuje się bowiem, że dowolny izomorfizm {\displaystyle \varphi } dwóch ciał, np. {\displaystyle K_{1}} i {\displaystyle K_{2},} rozszerzyć można na izomorfizm {\displaystyle {\overline {\varphi }}} ich pierścieni wielomianów. Jeśli więc {\displaystyle K_{1}\xrightarrow {\varphi } K_{2},} to {\displaystyle K_{1}[x]\xrightarrow {\overline {\varphi }} K_{2}[x].} Wziąć należy wielomian nierozkładalny {\displaystyle f_{1}} z pierścienia {\displaystyle K[x]} o pierwiastku {\displaystyle a_{1}} należącym do rozszerzenia {\displaystyle L_{1}.} Izomorfizm {\displaystyle {\overline {\varphi }}} będzie przekształcał ten wielomian na wielomian {\displaystyle f_{2}={\overline {\varphi }}f_{1}.} Jak wynika z powyższych rozważań, i ten wielomian będzie miał pierwiastek, oznaczany przez {\displaystyle a_{2}} i należący do pewnego rozszerzenia {\displaystyle K,} oznaczanego przez {\displaystyle L_{2}.} Oznacza to w dalszym ciągu istnienie dwóch ciał powstałych przez rozszerzenie {\displaystyle K} o rzeczone dwa pierwiastki, mianowicie {\displaystyle K(a_{1})} i {\displaystyle K(a_{2}).} Co więcej izomorfizm {\displaystyle \varphi } rozszerzyć można do kolejnego izomorfizmu {\displaystyle \varphi '} przekształcającego pierwsze z tych rozszerzeń w to drugie: {\displaystyle K(a_{1})\xrightarrow {\varphi '} K(a_{2}).} Jako że izomorfizm zachowuje własności algebraiczne, przeto {\displaystyle f_{2}={\overline {\varphi }}f_{1}} będzie w {\displaystyle K} nierozkładalny. Dalej wziąć trzeba dwa {\displaystyle K_{1}}-izomorfizmy z pierścieni ilorazowych odpowiednich pierścieni wielomianów w odpowiednie rozszerzenia pojedyncze, mianowicie {\displaystyle \varphi _{1}} przekształcające {\displaystyle K_{1}[x]/(f_{1})} w {\displaystyle K_{1}(a_{1}),} który dla {\displaystyle x+(f_{1})} przyjmuje wartość {\displaystyle a_{1},} oraz analogicznie {\displaystyle \varphi _{2}:K_{2}[x]/(f_{2})\to K_{2}(a_{2})} taki, że {\displaystyle \varphi _{2}(x+(f_{2}))=a_{2}.} Następnie z faktu, że {\displaystyle f_{2}={\overline {\varphi }}f_{1},} wnosi się, że izomorfizmowi pierścieni wielomianów {\displaystyle {\overline {\varphi }}:K_{1}[x]\to K_{2}[x]} odpowiada izomorfizm ich pierścieni ilorazowych {\displaystyle \varphi ^{\sim }:K_{1}[x]/(f_{1})\to K_{2}[x]/(f_{2}).} Rzeczony izomorfizm {\displaystyle \varphi ^{\sim },} stanowiąc rozszerzenie {\displaystyle \varphi ,} po podstawieniu doń {\displaystyle x+(f_{1})} daje {\displaystyle x+(f_{2}).} W końcu izomorfizm {\displaystyle \varphi '} zdefiniowany jako {\displaystyle \varphi '=\varphi _{2}\varphi ^{\sim }\varphi _{1}^{-}} przekształca {\displaystyle K_{1}(a_{1})} w {\displaystyle K_{2}(a_{2}).} W szczególności, przy wzięciu za {\displaystyle K_{1}} i {\displaystyle K_{2}} wyjściowego ciała {\displaystyle K,} przekształca on jego rozszerzenia pojedyncze {\displaystyle K(a_{1})\xrightarrow {\varphi '} K(a_{2}).} Wysnuć stąd można wniosek, że skoro pierwiastki rozpatrywanego nierozkładalnego wielomianu {\displaystyle f} można wzajemnie przekształcać w siebie izomorfizmami, pod względem właściwości algebraicznych nie różnią się one od siebie.
Następnie wykorzystuje się twierdzenie o rozszerzaniu izomorfizmu. Stanowi ono, że dla
- izomorfizmu {\displaystyle \varphi } przekształcającego ciało {\displaystyle K_{1}} w ciało {\displaystyle K_{2}}
- odpowiadającego mu izomorfizmu {\displaystyle {\overline {\varphi }}} pierścieni wielomianów {\displaystyle K_{1}[x]} w {\displaystyle K_{2}[x]}
- ciała {\displaystyle L_{1}} rozkładu wielomianu {\displaystyle f_{1}} z {\displaystyle K_{1}[x]}
- ciała {\displaystyle L_{2}} rozkładu wielomianu {\displaystyle f_{2}} z {\displaystyle K_{2}[x]} otrzymywanego poprzez zadziałanie izomorfizmem {\displaystyle {\overline {\varphi }}} na wielomian {\displaystyle f_{1}}

można rozszerzyć {\displaystyle \varphi } do izomorfizmu {\displaystyle \psi ,} który przekształcał będzie ciało {\displaystyle L_{1}} w ciało {\displaystyle L_{2}}.
Browkin dowodzi tego twierdzenia, wykorzystując indukcję matematyczną po stopniu wielomianu {\displaystyle f.} Mianowicie dla wielomianów stopnia zerowego ciała ich rozkładu są wyjściowymi ciałami, wobec czego szukanym izomorfizmem będzie po prostu wyjściowy izomorfizm {\displaystyle \varphi .} Sytuacja komplikuje się, gdy w grę wchodzą wielomiany wyższego stopnia. Założenie indukcyjne przyjmować będzie, że twierdzenie zachodzi dla wielomianów stopnia mniejszego od {\displaystyle n,} wyprowadzić je zaś należy dla tegoż właśnie stopnia. Przyjmując rozkład wielomianów {\displaystyle f_{1}=a_{0}\prod _{i=1}^{n}(x-a_{1})} i analogicznie {\displaystyle f_{2}=b_{0}\prod _{i=1}^{n}(x-b_{1})} (są tego samego stopnia, gdyż {\displaystyle f_{2}={\overline {\varphi }}f_{2}}), definiuje się {\displaystyle L_{1}} jako {\displaystyle K_{1}} rozszerzone o wszystkie {\displaystyle a_{i}} od {\displaystyle 1} do {\displaystyle n} z powyższego iloczynu, analogicznie definiuje się {\displaystyle L_{2}} jako rozszerzenie {\displaystyle K_{2}} o odpowiednie {\displaystyle b_{i}.} Jednym z pierwiastków wielomianu {\displaystyle f_{1}} jest {\displaystyle a_{1}.} Wobec tego w rozkładzie {\displaystyle f_{1}} występuje taki nierozkładalny wielomian {\displaystyle g_{1},} że znika on dla {\displaystyle a_{1}.} Poddając tenże wielomian {\displaystyle g_{1}} działaniu wcześniej określonego izomorfizmu {\displaystyle {\overline {\varphi }}} otrzymuje się wielomian {\displaystyle g_{2},} także nierozkładalny, i z kolei występujący w rozkładzie wielomianu {\displaystyle f_{2}.} Ma on wobec tego swój pierwiastek wśrod {\displaystyle b_{i}} od {\displaystyle 1} do {\displaystyle n,} pierwiastek ten można oznaczyć dowolnie, dla prostoty na przykład {\displaystyle b_{1}.} Wtedy dzięki rozumowaniu przedstawionemu wcześniej wnosi się o istnieniu izomorfizmu {\displaystyle \varphi ',} zdefiniowanego jak wyżej, a więc stanowiącego rozszerzenie wyjściowego izomorfizmu {\displaystyle \varphi } i takiego, że {\displaystyle K_{1}(a_{1})\xrightarrow {\varphi '} K_{2}(b_{1}),} a więc przyporządkowującemu pierwiastkowi {\displaystyle a_{i}} pierwiastek {\displaystyle b_{i}.} Pozwala to na rozłożenie wielomianów {\displaystyle f_{1}} i {\displaystyle f_{2}} na wielomian liniowy o pierwiastku {\displaystyle a_{1}} czy {\displaystyle b_{1}} oraz inny wielomian z pierścienia {\displaystyle K_{1}(a_{1})[x]} czy {\displaystyle K_{2}(b_{1})[x]} o stopniu mniejszym od {\displaystyle n} (a więc do którego będzie się stosowało założenie indukcyjne), oznaczany na przykład odpowiednio {\displaystyle h_{1}} i {\displaystyle h_{2}.} Ponieważ {\displaystyle f_{1}} jest izomorficzny do {\displaystyle f_{2}} i jego czynnik {\displaystyle x-a_{1}} jest izomorficzny do czynnika {\displaystyle x-b_{1}} wielomianu {\displaystyle f_{2},} izomorficzne są również występujące w obu rozkładach wielomiany {\displaystyle h_{1}} i {\displaystyle h_{2}.} Wobec tego ciało {\displaystyle L_{1}} traktować można jako ciało {\displaystyle K_{1}(a_{1})} rozszerzone następnie o wszystkie {\displaystyle a_{i}} począwszy od {\displaystyle 2} aż do {\displaystyle n} i tak samo ciało {\displaystyle L_{2}} jako {\displaystyle (K_{2}(b_{1}))(b_{2},...,b_{n}).} W obu przypadkach są to ciała rozkładu wielomianów {\displaystyle h_{i},} a więc o stopniu od {\displaystyle n} mniejszym. Dotyczy ich założenie indukcyjne, istnieje więc izomorfizm {\displaystyle \psi } przekształcający pierwsze w drugie. Izomorficzne są też wyjściowe ciała {\displaystyle K_{1}(a_{i})} i {\displaystyle K_{2}(b_{1}).} Wynika z tego, że izomorficzne muszą być w końcu także {\displaystyle L_{1}} i {\displaystyle L_{2}.} Dowodzi to twierdzenia o rozszerzaniu izomorfizmu.
Nic jednak w powyższym rozumowaniu nie wskazuje, jakoby ciała {\displaystyle K_{1}} i {\displaystyle K_{2}} musiały różnić się od siebie. Wprost przeciwnie, muszą być one izomorficzne. Każde wszak ciało jest izomorficzne ze sobą samym. Podstawić do twierdzenia można więc dwukrotnie to samo wyjściowe ciało {\displaystyle K.} Nie wymaga również rzeczone rozumowanie, by {\displaystyle f_{2}} i {\displaystyle f_{1}} nie były tym samym wielomianem. Przyjąć bowiem można, że wiążący je izomorfizm jest identycznością. Po wprowadzeniu powyższych dwóch założeń otrzymuje się z dowiedzionego twierdzenia, że każde dwa ciała rozkładu tego samego wielomianu {\displaystyle f} z pierścienia wielomianów tego samego ciała {\displaystyle K} są {\displaystyle K}-izomorficzne. Inaczej mówiąc, są tożsame z dokładnością do izomorfizmu.